# Marcin Piwocki
Marcin Piwocki (ur. 25 października 1936 w Wilnie, zm. 25 marca 2021 w Warszawie) – polski geolog, specjalista geologii złóż surowców energetycznych, a zwłaszcza złóż węgla brunatnego oraz geologii gospodarczej.

## Życiorys
Maturę uzyskał w 1954. W tym samym roku wstąpił na Wydział Geologii Uniwersytetu Warszawskiego. Studia ukończył w 1960 pracą magisterską Zdjęcie geologiczne okolic Widełek w środkowej części Gór Świętokrzyskich, przygotowaną pod kierunkiem Jana Samsonowicza, a po jego śmierci dokończoną u Henryka Makowskiego.
Pracę rozpoczął w 1960 w Zakładzie Złóż Węgli Instytutu Geologicznego w Warszawie. W 1961 został powołany na stanowisko asystenta, a w 1963 na stanowisko starszego asystenta. Zajmował się głównie osadami trzeciorzędowymi i ich węglonośnością. W 1966 otrzymał stanowisko adiunkta. Pracę doktorską Trzeciorzęd i jego węglonośność między Rawiczem i Chobienią obronił w 1971 w Instytucie Geologicznym. Promotorem był Edward Ciuk, a recenzentami Edward  Rühle i Stanisław Stopa.
W latach 1975–1978 odbył staże naukowe i praktyki w instytutach geologicznych w Berlinie, Freibergu i Pradze. W 1978 objął kierownictwo Zakładu Geologii Złóż Węgla Brunatnego. W latach 1978–1982 był czterokrotnie w Libii, w Fezzanie i Trypolisie,  jako konsultant  naukowy PUGZ Geopol. Uczestniczył w rozpoznawaniu surowców  węglanowych do produkcji cementu i wapna, oraz dekoracyjnych kamieni budowlanych. W 1979 był konsultantem BRGM we Francji, gdzie wytypował w departamencie Landes rejon do poszukiwań mioceńskich złóż węgli brunatnych. W latach 1978–1981 opracował też arkusz Łódź Mapy geologicznej Polski 1:200 000.
W latach 1979-1983 przygotowano pod jego kierunkiem programy poszukiwań złóż węgla brunatnego w południowo-zachodniej i zachodniej Polsce. Wraz z Edwardem Ciukiem opracował Map of Brown Coal Deposits and Prospect  Areas in Poland 1:500 000. Uczestniczył w kilku międzynarodowych projektach badawczych: IGCP No 124 The NW-European Tertiary Basin (1975-1982), IUGS-RDP Compilation of the Palaeogeographic Map Series of the Neogene in Central and Eastern Europe (1984–1988),  IGCP No 86 SW Border of the East European Platform (1991), IGCP-324 GLOPALS Tectonic Control on Lacustrine Basin Development – Sedimentary Record.
W 1992 objął kierownictwo Zakładu Geologii Surowców Mineralnych. W latach 1990–1993 kierował projektem Efekty środowiskowe sedymentacji trzeciorzędowej formacji brunatnowęglowej w Stanach Zjednoczonych i w Polsce polsko-amerykańskiego II Funduszu im. Marii Skłodowskiej-Curie. W 1996 uzyskał stopień doktora habilitowanego nauk o Ziemi w zakresie geologii złóż na podstawie rozprawy Trzeciorzędowe węgle brunatne w Polsce – problemy geologiczne, znaczenie gospodarcze i środowiskowe. W 1997 został mianowany docentem w Państwowym Instytucie Geologicznym. Był promotorem Jacka Zbigniewa Roberta Kasińskiego (1999). W 2003 otrzymał tytuł profesora.

## Odznaczenia i nagrody
Był odznaczony Srebrnym i Złotym Krzyżem Zasługi, Orderem Sztandaru Pracy II Klasy, Złotą Odznaką Zasłużony dla polskiej geologii, Złotą Odznaką Zasłużony dla górnictwa PRL, Złotą Odznaką Zasłużony dla Energetyki, Złotą Odznaką Państwowego Instytutu Geologicznego, Honorową Odznaką Zasłużony dla KBW Bełchatów oraz Srebrną Odznaką Zasłużony Działacz Związku Zawodowego Górników.
W 1980 otrzymał zespołową Nagrodę Państwową II Stopnia za odkrycie i udokumentowanie złóż węgli brunatnych, w 1992 zespołową Nagrodę II Stopnia Ministra Ochrony Środowiska, Zasobów Naturalnych i Leśnictwa za opracowanie mapy złóż węgli brunatnych i perspektyw ich występowania, oraz w 2006 Nagrodę Ministra Środowiska za całokształt działalności naukowo-badawczej w dziedzinie geologii.